# Posições políticas de Kirsten Gillibrand

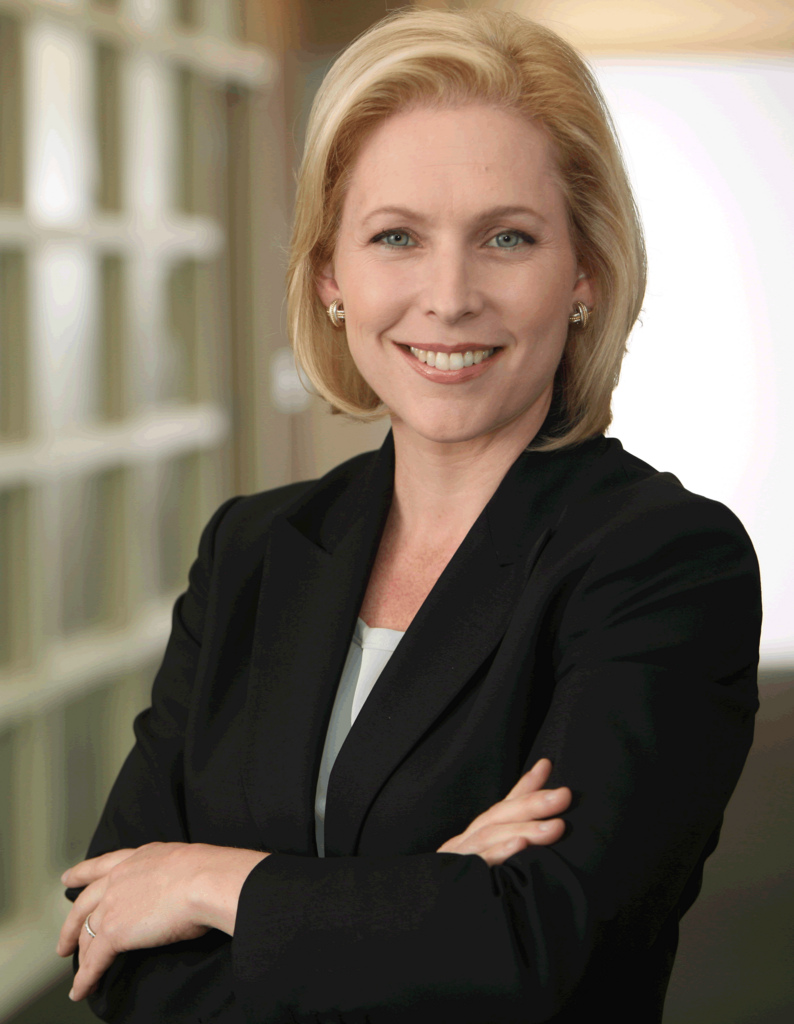
Senadora Kirsten Gillibrand de Nova Iorque

Kirsten Gillibrand é a senadora júnior de Nova Iorque e membro do Partido Democrata. Ex-membro da Câmara dos Representantes pelo 20º distrito congressional que, geralmente tinha um representante conservador no Congresso, foi nomeada para o Senado em 2009, representando um estado geralmente liberal. Alguns descreveram a posições de Gillibrand sobre muitas questões em que podem ser definidas como uma evolução com base nas necessidades eleitorais, no entanto muitos têm caracterizado essas mudanças como drásticas, incluindo aqueles em seu antigo distrito do Congresso que avaliam como uma súbita mudança desde sua abrupta mudança em pontos de vista politicamente convenientes para cada eleição em que ela disputou.
Na Câmara, ela era conhecida como uma liberal conservadora e centrista, servir as vontades de um eleitorado altamente conservador. Ela era  membro da Coalização Blue Dog, uma bancada constituída por democratas fiscalmente conservadores. No Senado, ela é mais conhecida como uma liberal com tendência populista, já que ela representa um estado fortemente democrata. Na época de sua nomeação para o Senado, um editorial do Salon.com disse que a reputação de Gillibrand na Câmara caracterizou-se como "um político híbrido que permaneceu conservador o suficiente para manter seu lugar ao aparecer progressiva suficiente para arrecadar dinheiro." Outro editorial do New York Post caracteriza-a como um camaleão que não vai fazer nada, dizer nada, esquecer de nada, girar qualquer coisa para se eleger em suas palavras citando suas mudanças sobre controle de armas, casamento gay e imigração e como ela rapidamente se tornou um dos membros mais liberais do Senado, mesmo tendo sido um dos mais moderados da Câmara dos Representantes.
Gillibrand recebeu uma classificação de 8% da União Conservadora Americana, 70% da Ação dos Democratas Americanos, e 90% da União Americana pelas Liberdades Civis. A OnTheIssues.org classificou Gillibrand como uma "liberal inclinada para o populismo".

## Direito ao aborto e reprodução
Gillibrand defende uma posição pró-escolha, afirmando em seu site do Senado: "Eu vou sempre proteger o direito da mulher de escolher, não importa o que aconteça." Ela votou a favor do financiamento federal para pesquisas com células embrionárias, contracepção e ao apoio ao Fundo de População das Nações Unidas. Ela votou contra a proposta de emenda do senador Ben Nelson ao programa de proteção ao paciente, que iria proibir o governo a permitir que os planos de seguro cobram o aborto . Ela expressou forte oposição a lei No Taxpayer Funding for Abortion Act, proposta pelos republicanos, declarando que a lei "despreza os direitos das mulheres e restringe a as mulheres à procurarem os cuidados acessíveis de saúde."

## Medidas econômicas na crise
Durante o auge da crise financeira de 2008, Gillibrand como membro da Câmara dos Representantes, votou duas vezes contra o Plano de resgate econômico de 2008 de 2008, chamando-o de "fundamentalmente falho". No entanto, ela votou a favor do Plano de resgate econômico da indústria automobilística, em dezembro de 2008.
Em 2009, como senadora, Gillibrand votou a favor do plano de estímulo de 787 bilião dólares apoiado pela administração Obama. Numa conferência de imprensa em 25 de janeiro de 2009, Gillibrand disse que durante a sua primeira semana no Senado, ela iria trabalhar para garantir que o projeto de estímulo desse fundos de ajuda para o estado de Nova Iorque. Ela apoiou o plano do presidente de recuperação e orçamento, e votou a favor de uma emenda ao Save Their Homes Act of 2009, que permitiria os juízes escreverem hipotecas de proprietários de imóveis em dificuldades econômicas.
Em agosto de 2011, Gillibrand votou contra a elevação do teto da dívida dos Estados Unidos, afirmando: "Poderíamos ter ido mais longe na redução da dívida dos Estados Unidos com um compromisso razoável em cortar gastos discricionários e as receitas geradas. E infelizmente o Congresso perdeu essa oportunidade".

## Transparência do governo
O escritório de Gillibrand publica um relatório de transparência, apelidado de "Sunlight Report", desde o início do mandato como membro da Câmara. Este documento reúne o seu relatório financeiro, bem como todas as reuniões e pedidos destinados. Ela também se comprometeu como um a aceitar nenhum presente de lobistas. Em maio de 2010 ela co-patrocinou a Lei de Transparência de 2010, o que exigiria a hospedagem de pedidos destinados e a discussão dos pedidos até que eles fossem publicados.

## Controle de armas

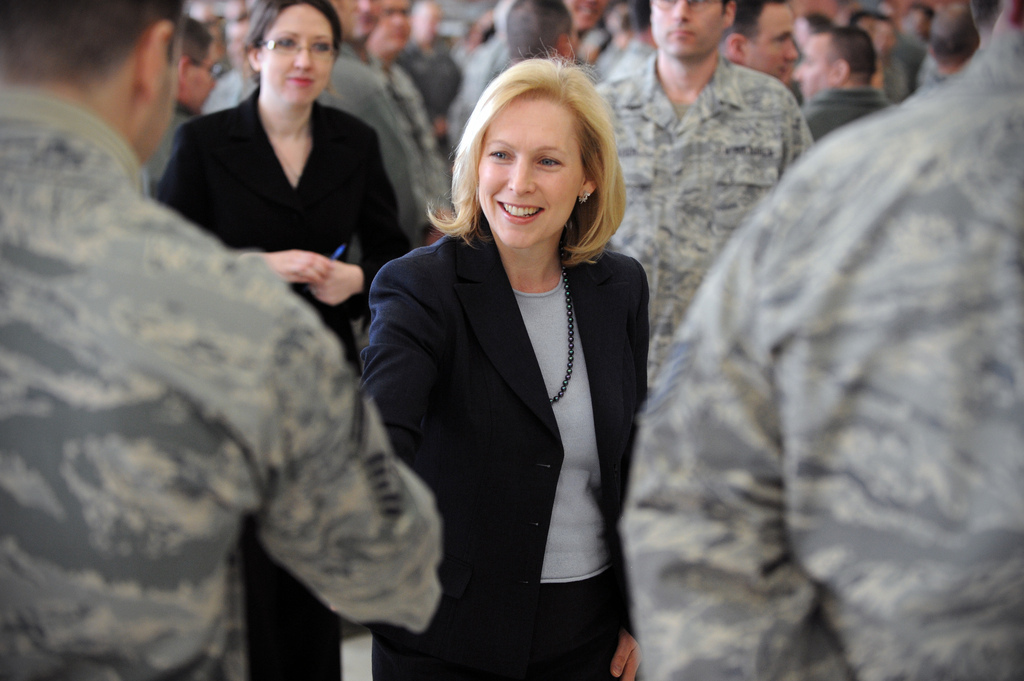
Kirsten Gillibrand e membros do 106th Rescue Wing, Westhampton Beach, Nova Iorque.

A posição de Gillibrand sobre as leis das armas mudaram quando ela entrou para o Senado. Era contra o controle de armas na Câmara e passou ser mais "flexível" sobre a questão desde que entrou para o Senado. Como membro da Câmara, recebeu uma classificação de 100% positivo da Associação Nacional de Rifles, e apoiou uma emenda à Farm Bill de 2008, que teria permitido a caça expandida em terras públicas. Por outro lado, Gillibrand trabalhou para fortalecer o Sistema Nacional de checagem de antecedentes criminais, o NICS.
As posições de Gillibrand sobre os direitos pró-armas receberam atenção depois de sua nomeação para o Senado e foram objeto de críticas por parte de alguns de seus colegas democratas de Nova Iorque, em especial os da área da cidade de Nova Iorque. Poucos dias depois de sua nomeação para o Senado, Gillibrand indicou que a sua posição sobre os direitos pró-armas era "flexível". No final de 2010, a Associação Nacional de Rifles reclassificou a avaliação de Gillibrand para "F", citando seus votos contrários leis propostas pela associação.
Em uma de suas primeiras votações como senadora, Gillibrand votou contra a uma medida que teria expandido os direitos às armas no Distrito de Colúmbia. O porta-voz de Gillibrand caracterizou as posições da senadora como sendo uma posição consistente anterior de que os governos locais têm o direito de determinar restrições às armas, a Albany Times Union observou que sua posição era diferente do seu voto a um projeto de lei quase idêntico cinco meses antes. Ela foi co-autora da Lei de prevenção ao tráfico de armas de 2009 juntamente com a congressista Carolyn McCarthy, uma antiga defensora do controle de armas. Gillibrand também se opôs a legislação federal que permitiria o porte de armas de fogo entre os estados, mesmo se estivessem legalmente autorizados a ter posse de armas em seus estados de origem.
O apoio de Gillibrand aos direitos das armas  tem sido caracterizado, mais especificamente, como um apoio aos direitos dos caçadores. Apesar de sua mãe ser uma ávida caçadora, Gillibrand nunca caçou, embora ela tenha praticado tiro ao alvo.

## Legislação da reforma da saúde

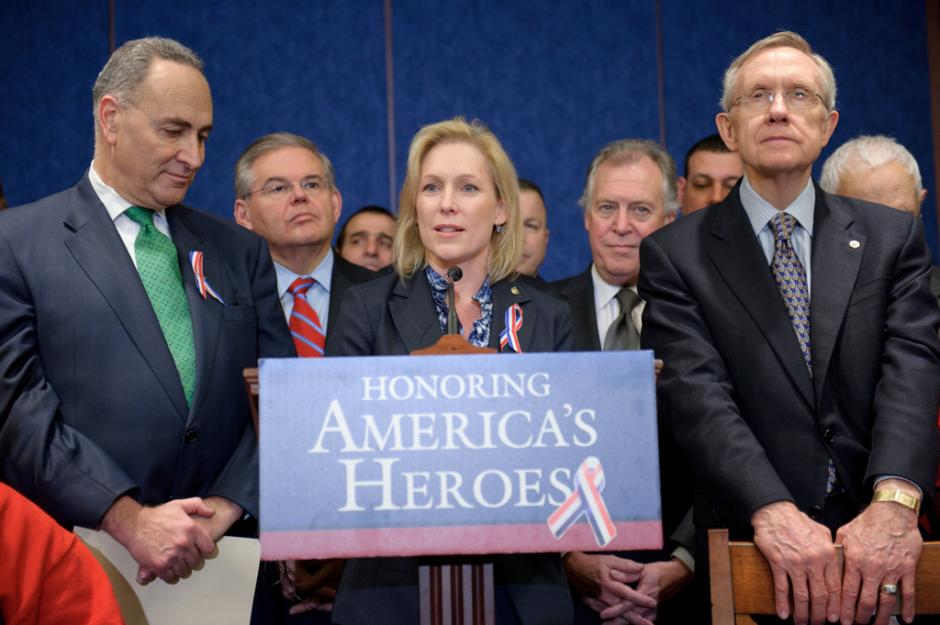
Gillibrand juntamente com os senadores Chuck Schumer, Robert Menendez e Harry Reid, pedem a passagem da reforma da saúde.

Gillibrand votou a favor da Patient Protection and Affordable Care Act, a versão do Senado sobre a reforma dos cuidados da saúde, embora não prevê uma opção pública sobre o seguro de saúde, para o qual ela já havia manifestado apoio. O projeto do Senado foi fortemente criticado pelo governador de Nova Iorque, David Paterson, e pelo prefeito da cidade de Nova Iorque Michael Bloomberg. Paterson alegou que iria forçar Nova Iorque a fechar 100 postos de saúde e iria criar um buraco de 1 bilhão de dólares no orçamento estado de Nova Iorque, o que ameaçaria a existência de hospitais, asilos e outras instalações. Bloomberg chamou o projeto de lei de uma "desgraça", posteriormente telefonou a Gillibrand para expressar sua insatisfação extrema com o projeto de lei.
Quando confrontada com estas críticas, Gillibrand respondeu: "O que o prefeito e o governador estão falando é sobre as taxas de reembolso do Medicare... Venho lutando sobre esta questão por mais de seis meses. Qual é, Erroll, quando se trata de fórmulas de financiamento no Senado, existem estados mais pequenos do que grandes estados, e por isso as fórmulas de financiamento tendem a ajudar estados pequenos. E isso é algo que eu e o senador Schumer tentamos tirar em todas as vezes, porque o fato da matéria é que para cada dólar que Nova Iorque manda para Washington, apenas 79 centavos são retornados, e isso é em grande parte devido a essas fórmulas. Nós ganhamos no debate sobre a fórmula na Câmara. Então o que eu tenho tentado fazer é lutar para que a versão da Câmara vire um projeto de lei. Se tivermos sucesso, podemos fechar a diferença de 1 bilhão".
Gillibrand também afirmou que o projeto de lei seria um benefício líquido para Nova Iorque, porque isso traria 40 bilhões de dólares para o estado, garantiria a 2,7 milhões de nova-iorquinos o aumento de cuidados preventivos, e dar créditos fiscais para 250.000 pequenas empresas para ajudá-las a pagar a cobertura dos cuidados da saúde.

## Trabalho
Gillibrand é co-patrocinadora da Employee Free Choice Act vulgarmente designado por seus adversários como card check. A legislação permite a formação de uma união sem uma eleição por voto secreto com a assinatura de 50% ou mais dos trabalhadores via cartões de autorização.

## Questões LGBTs
Gillibrand é a favor da legalização de uniões civis e é a favor do casamento homossexual nos Estados Unidos, afirmando em uma entrevista dada ao New York Daily News; "Tudo que é dado aos casais casados, casais gays também devem ter esses direitos. E então a questão e saber se você chama de um casamento ou não, o que você vai rotulá-lo, pode ser deixado para que os estado decidam." Em 2007, recebeu do grupo de defesa dos LGBTs da Human Rights Campaign a avaliação de 80, sendo o máximo 100 - a menor pontuação entre os representantes democratas de Nova Iorque.
Em uma entrevista para o conselho editorial do The New York Times após a sua nomeação para o Senado, Gillibrand insistiu que ela havia apoiado o casamento homossexual desde a sua reeleição para a Câmara em 2008. Na manhã de sua nomeação para o Senado, ela chamou o Empire State Pride Agenda para reiterar o seu total apoio ao casamento homossexual. De acordo com a ESPA, como membro do Senado, Gillibrand irá também apoiar a revogação Lei de Defesa do Matrimônio e da política "Don't ask, don't tell". Em 16 de abril de 2009, Gillibrand aprovou as propostas de legislação do governador Paterson para legalizar o casamento homossexual em Nova Iorque.
Em julho de 2009, Gillibrand anunciou que estava considerando a introdução de uma emenda ao projeto de lei que autorizava impor uma moratória de 18 meses sobre a quitação de gays no serviço militar. Ela votou contra a proposta da alteração, como ela não poderia acumular os 60 votos necessários para evitar uma obstrução, mas disse ao blog do The Daily Beast que ela conseguiu garantir audiências sobre o "Don't ask, don't tell" com Comissão de Serviços Armados do Senado, durante o outono de 2009. No entanto, as audiências foram adiadas e começaram em 2 de fevereiro de 2010. A revogação foi finalmente aprovada em no Congresso e foi assinado pelo presidente Barack Obama em 22 de dezembro de 2010.
Em 16 de março de 2011, Gillibrand, juntamente com os senadores Feinstein e Leahy, apresentou um projeto de lei para revogar a Lei de Defesa do Matrimônio.
Em 2011, Gillibrand pressionou fortemente os membros indecisos  de Nova Iorque no Senado para aprovar uma lei que legalizaria o casamento homossexual em Nova Iorque. O projeto de lei foi aprovado no Senado e na Assembleia de Nova Iorque, e foi assinado pelo governador Andrew Cuomo, em 24 de junho de 2011.

## PROTECT IP Act
Gillibrand é patrocinadora da controversa PROTECT IP Act, que restringe o acesso a sites que são considerados como estando infringindo direitos autorais.
Em 18 de janeiro de 2012, o NY Tech Meetup e outras organizações realizaram uma manifestação com 2.000 manifestantes em frente aos escritórios de Gillibrand e Charles Schumer, de Nova Iorque, outro senador dos Estados Unidos, que também apoiou o projeto. Alguns manifestantes queixaram-se de que o projeto de lei teve origem de financiadores de campanhas que iriam recompensar os legisladores que aprovassem o projeto. Gillibrand recebeu 611.141 dólares em contribuições de campanha da indústria de TV, cinema e música, de acordo com OpenSecrets.org.
Em sua página no Facebook, Gillibrand disse que iria "trabalhar para encontrar um equilíbrio entre a pirataria online e os empregos de Nova Iorque, e garantir a liberdade da Internet para a nossa comunidade de tecnologia poder continuar a florescer."